# Discographie de Super Junior
Ceci est la discographie de boys band sud-coréen Super Junior, produit et géré par SM Entertainment. Super Junior a formé cinq sous-groupes, qui ciblent des marchés différents. 
Le groupe a sorti neuf albums studios, six albums live et vingt-neuf singles. Le groupe a aussi contribué à un total de quinze compilations et bandes sons.

## Albums studios
| Titre                                                                                       | Détails de l'album | Meilleures positions | Meilleures positions | Meilleures positions | Meilleures positions | Meilleures positions | Ventes                                             |
| Titre                                                                                       | Détails de l'album | COR                  | JPN                  | TW                   | US World             | US Heat              | Ventes                                             |
| Coréen                                                                                      | Coréen | Coréen               | Coréen               | Coréen               | Coréen               | Coréen               | Coréen                                             |
| ------------------------------------------------------------------------------------------- | --- | -------------------- | -------------------- | -------------------- | -------------------- | -------------------- | -------------------------------------------------- |
| Super Junior 05                                                                             | - Date de sortie : 5 décembre 2005 - Label : SM Entertainment - Formats : CD, téléchargement numérique                                                 | 3                    | —                    | 16                   | —                    | —                    | - COR: Plus de 180 478 (2012)                      |
| Don't Don                                                                                   | - Date de sortie : 20 septembre 2007 - Label : SM Entertainment - Réédition : 5 novembre 2007 - Formats : CD, DVD, téléchargement numérique            | 1                    | 55                   | 1                    | —                    | —                    | - COR: Plus de 225 482 (2013)                      |
| Sorry, Sorry                                                                                | - Date de sortie : 12 mars 2009 - Label : SM Entertainment - Réédition (It's You) : 14 mai 2009 - Formats : CD, téléchargement numérique               | 1                    | 33                   | 1                    | —                    | —                    | - COR: Plus de 335 150 (2013)                      |
| Bonamana                                                                                    | - Date de sortie : 13 mai 2010 - Label : SM Entertainment - Réédition : 28 juin 2010 - Formats : CD, DVD, téléchargement numérique                     | 1                    | 15                   | 1                    | 7                    | —                    | - COR: Plus de 416 239 (2013) - JPN: 30 615 (2012) |
| Mr. Simple                                                                                  | - Date de sortie : 3 août 2011 - Réédition (A-Cha) : 19 septembre 2011 - Label : SM Entertainment - Formats: CD, téléchargement numérique              | 1                    | 17                   | 1                    | 3                    | 41                   | - COR: Plus de 559 062 (2014) - JPN: 54 498 (2012) |
| Sexy, Free & Single                                                                         | - Date de sortie : 4 juillet 2012 - Réédition (Spy) : 6 août 2012 - Label : SM Entertainment - Formats : CD, téléchargement numérique                  | 1                    | 5                    | 1                    | 3                    | 37                   | - COR: Plus de 497 428 (2014) - JPN: 73 285 (2012) |
| Mamacita                                                                                    | - Date de sortie : 1er septembre 2014 - Réédition (This is Love) : 27 octobre 2014 - Label : SM Entertainment - Formats : CD, téléchargement numérique | 1                    | 3                    | 1                    | 1                    | 39                   | - COR: Plus de 413 869 (2015) - JPN: 36 313 (2014) |
| Devil                                                                                       | - Date de sortie : 16 juillet 2015 - Label : SM Entertainment - Réédition (Magic) : 16 septembre 2015 - Formats : CD, téléchargement numérique         | 2                    | 8                    | —                    |                      |                      | - COR: Plus de 167 227 (2015) - JPN: 13 838 (2015) |
| Play                                                                                        | - Date de sortie : 6 novembre 2017 - Label : SM Entertainment, Label SJ - Formats : CD, téléchargement numérique                                       | 2                    | 16                   | 1                    | 3                    |                      | - COR: Plus de 200 000 (2017) - JPN: 5 915 (2017)  |
| Japonais                                                                                    | |                      |                      |                      |                      |                      |                                                    |
| Hero                                                                                        | - Date de sortie : 24 juillet 2013 - Label : Avex Trax - Formats : CD, DVD, téléchargement numérique                                                   | 10                   | 2                    | —                    | —                    | —                    | - COR: 4 223 (2013) - JPN: 122 373 (2013)          |
| "—" montre qu'aucun classement n'a été atteint ou que ce n'est pas sorti dans cette région. | |                      |                      |                      |                      |                      |                                                    |

## Albums live
| 1er                                                                                         | 2008 | Super Show Concert Album - Date de sortie : 19 mai 2008 - Formats : CD, DVD                               | 1 | 230                 |                |
| 2e                                                                                          | 2009 | Super Show 2 Concert Album - Date de sortie : 10 décembre 2009 - Formats : CD, DVD                        | 1 | 81                  |                |
| 3e                                                                                          | 2011 | Super Show 3 Concert Album - Date de sortie : 24 octobre 2011 - Formats : CD, DVD                         | 2 | 3 (Édition Limitée) | Plus de 30 951 |
| 4e                                                                                          | 2012 | World Tour Super Show 4 Live in Japan - Date de sortie : 31 octobre 2012 - Formats : Blu-ray, DVD         | – | 1                   | Plus de 40 511 |
| 4e                                                                                          | 2013 | Super Show 4 Concert Album - Date de sortie : 28 juin 2013 - Format : CD                                  | 2 | –                   | Plus de 20 263 |
| 5e                                                                                          | 2014 | World Tour Super Show 5 Live in Japan - Date de sortie : 29 janvier 2014 - Formats : Blu-ray, DVD         | – | 3                   | Plus de 41 504 |
| 5e                                                                                          | 2015 | Super Show 5 Concert Album & Super Show 6 Concert Album - Date de sortie : 6 novembre 2015 - Formats :DVD |   |                     |                |
| "—" montre qu'aucun classement n'a été atteint ou que ce n'est pas sorti dans cette région. |      | |   |                     |                |

## Singles
| Année                                                                                       | Titre                 | Meilleures positions | Meilleures positions | Meilleures positions | Ventes et Certifications                                 | Album                                 |
| Année                                                                                       | Titre                 | COR                  | KOR Hot 100          | JPN Oricon           | Ventes et Certifications                                 | Album                                 |
| Coréen                                                                                      | Coréen                | Coréen               | Coréen               | Coréen               | Coréen                                                   | Coréen                                |
| ------------------------------------------------------------------------------------------- | --------------------- | -------------------- | -------------------- | -------------------- | -------------------------------------------------------- | ------------------------------------- |
| 2005                                                                                        | "Twins (Knock Out)"   | —                    | —                    | —                    |                                                          | "Super Junior 05"                     |
| 2006                                                                                        | "Miracle"             | —                    | —                    | —                    |                                                          | "Super Junior 05"                     |
| 2006                                                                                        | "U"                   | —                    | —                    | —                    | - COR (CD): Plus de 92 000 - COR (DL): Plus de 1 700 000 | U                                     |
| 2006                                                                                        | "Dancing Out"         | —                    | —                    | —                    |                                                          | 2006 Summer SMTOWN                    |
| 2007                                                                                        | "Happiness"           | —                    | —                    | —                    |                                                          | 2007 Summer SMTOWN – Fragile          |
| 2007                                                                                        | "Don't Don"           | —                    | —                    | —                    | - COR (DL): Plus de 1 478 468                            | Don't Don                             |
| 2007                                                                                        | "Marry U"             | —                    | —                    | —                    |                                                          | Don't Don                             |
| 2009                                                                                        | "Sorry, Sorry"        | —                    | —                    | —                    | - COR (DL): Plus de 3 898 678                            | Sorry, Sorry                          |
| 2009                                                                                        | "It's You"            | —                    | —                    | —                    |                                                          | Sorry, Sorry                          |
| 2010                                                                                        | "Bonamana"            | 8                    | —                    | —                    | - COR (DL): Plus de 1 264 311                            | Bonamana                              |
| 2010                                                                                        | "No Other"            | 20                   | —                    | —                    |                                                          | Bonamana                              |
| 2011                                                                                        | "Mr. Simple"          | 1                    | 4                    | —                    | - COR (DL): Plus de 1 899 728                            | Mr. Simple                            |
| 2011                                                                                        | "Superman"            | 157                  | —                    | —                    |                                                          | Mr. Simple                            |
| 2011                                                                                        | "A-CHa"               | 14                   | 19                   | —                    | - COR (DL): Plus de 710 531                              | Mr. Simple                            |
| 2011                                                                                        | "Santa U Are The One" | 43                   | —                    | —                    | - COR (DL): Plus de 160 238                              | 2011 Winter SMTOWN – The Warmest Gift |
| 2012                                                                                        | "Sexy, Free & Single" | 5                    | 15                   | —                    | - COR (DL): Plus de 872 657                              | Sexy, Free & Single                   |
| 2012                                                                                        | "SPY"                 | 10                   | 20                   | —                    | - COR (DL): Plus de 440 202                              | Sexy, Free & Single                   |
| 2014                                                                                        | "Mamacita"            | 11                   | —                    | —                    | - COR (DL): Plus de 152 933                              | Mamacita                              |
| 2014                                                                                        | "This Is Love"        | 62                   | —                    | —                    | - COR (DL): Plus de 19 182                               | Mamacita                              |
| 2015                                                                                        | "Devil"               | 21                   | —                    | —                    | - COR (DL): Plus de 197 021                              | Devil                                 |
| 2015                                                                                        | "Magic"               | 87                   | —                    | —                    |                                                          | Devil                                 |
| 2017                                                                                        | "Black Suit"          | 23                   | —                    | —                    | - COR (DL): Plus de 52 166                               | Play                                  |
| Japonais                                                                                    |                       |                      |                      |                      |                                                          |                                       |
| 2008                                                                                        | "U / Twins"           | —                    | —                    | 8                    | - JPN: Plus de 21 379                                    | Pas de sortie d'album                 |
| 2008                                                                                        | "Marry U"             | —                    | —                    | 20                   | - JPN: Plus de 8 705                                     | Pas de sortie d'album                 |
| 2011                                                                                        | "Bijin (Bonamana)"    | —                    | —                    | 2                    | - JPN: Plus de 69 875                                    | Hero                                  |
| 2011                                                                                        | "Mr. Simple"          | —                    | —                    | 2                    | - JPN: Plus de 110 608 (Or)                              | Hero                                  |
| 2012                                                                                        | "Opera"               | —                    | —                    | 3                    | - JPN: Plus de 184 469 (Or)                              | Hero                                  |
| 2012                                                                                        | "Sexy, Free & Single" | —                    | —                    | 2                    | - JPN: Plus de 123 140 (Or)                              | Hero                                  |
| 2013                                                                                        | "Blue World"          | —                    | —                    | 3                    | - JPN: Plus de 77 026                                    | Pas de sortie d'album                 |
| 2014                                                                                        | "Mamacita -Ayaya-"    | —                    | —                    | 1                    | - JPN: Plus de 68 552                                    | Pas de sortie d'album                 |
| 2016                                                                                        | "Devil/Magic"         | —                    | —                    | 2                    | - JPN: Plus de 65 819                                    | Pas de sortie d'album                 |
| "—" montre qu'aucun classement n'a été atteint ou que ce n'est pas sorti dans cette région. |                       |                      |                      |                      |                                                          |                                       |

## Collaborations
| Année | Informations | Titres                                 | Artiste(s)         |
| ----- | --- | -------------------------------------- | ------------------ |
| 2007  | One More Time, OK? - Artiste : The Grace - Date de sortie : 4 mai 2007                                             | 10. Just For One Day                   | Kyuhyun            |
| 2007  | The 2nd Asia Tour Concert 'O' Live - Artiste : TVXQ - Date de sortie : 18 juin 2007                                | 17. Spokes Man                         | Donghae            |
| 2008  | I Will - Artiste : Zhang Liyin - Date de sortie : 28 mars 2008 - Langues : Mandarin, Coréen                        | 1. Intro (First Love)                  | Han Geng           |
| 2008  | Mirotic - Artiste : TVXQ - Date de sortie : 12 novembre 2008                                                       | 6. Wish                                | Ryeowook & Kyuhyun |
| 2008  | Sang Geun's Wish - Artiste : Varié - Date de sortie : 23 décembre 2008                                             | 4. Now We Go To Meet                   | Yesung & Sungmin   |
| 2009  | Yoo Young Suk 20th Anniversary Special Album Part. 1 - Artiste : Varié - Date de sortie : 30 juin 2009             | 1. 7 Years Of Love                     | Kyuhyun            |
| 2010  | 2010 G-20 Seoul summit Theme Song - Artiste : Groupe de 20 (G20 summit artists) - Date de sortie : 15 octobre 2010 | Let's Go                               | Sungmin            |
| 2010  | SM The Ballad Vol. 1 – Miss You - Artiste : SM The Ballad - Date de sortie : 29 novembre 2010                      | 1. Miss You 2. Hot Times 3. Love Again | Kyuhyun            |
| 2011  | Cooperation Album Part. 1 - Artiste : Varié - Date de sortie : 15 juillet 2011                                     | 1. I Am Behind You                     | Yesung             |
| 2012  | PYL Younique Volume 1 - Artiste : Younique Unit - Date de sortie : 31 octobre 2012                                 | 3. Maxstep                             | Eunhyuk            |
| 2012  | Spectrum - Artiste : SM The Performance - Date de sortie : 30 décembre 2012                                        | 1. Spectrum                            | Eunhyuk, Donghae   |
| 2013  | Hwang Sungjae Project Album Super Hero - Artiste : Varié - Date de sortie : 31 mai 2013                            | 1. Love Dust                           | Kyuhyun            |
| 2014  | SM The Ballad Vol. 2 – Breathe - Artiste : SM The Ballad - Date de sortie : 13 février 2014                        | 3. I Was Greedy (Blind)                | Yesung             |
| 2015  | Lee Moonsae – New Direction - Artiste : Lee Moon Sae - Date de sortie : 7 avril 2015                               | 4. She is Coming                       | Kyuhyun            |

## Vidéographie

### Clips vidéos
| Année | Titre                     | Album                                 | Sortie                                                                        |
| ----- | ------------------------- | ------------------------------------- | ----------------------------------------------------------------------------- |
| 2005  | "Twins (Knock Out)"       | SuperJunior05 (TWINS)                 | 11 novembre                                                                   |
| 2006  | "You are the one"         | SuperJunior05 (TWINS)                 | 14 février                                                                    |
| 2006  | "Miracle"                 | SuperJunior05 (TWINS)                 | 24 février                                                                    |
| 2006  | "U"                       | U                                     | 13 juin                                                                       |
| 2006  | "Dancing Out"             | 2006 Summer SMTown                    | 1er août                                                                      |
| 2007  | "Wonder Boy"              | Attack on the Pin-Up Boys OST         | 6 juillet                                                                     |
| 2007  | "Full of Happiness"       | Fragile                               | 6 juillet                                                                     |
| 2007  | "Don't Don"               | Don't Don                             | 21 septembre                                                                  |
| 2007  | "Marry U"                 | Don't Don                             | 13 novembre                                                                   |
| 2008  | "One Love"                | Super Show Tour Concert Album         | Octobre                                                                       |
| 2009  | "Sorry, Sorry"            | Sorry, Sorry                          | 13 mars                                                                       |
| 2009  | "It's You"                | Sorry, Sorry                          | 12 mai                                                                        |
| 2009  | "Sorry, Sorry - Answer"   | Super Show 2 Tour Concert Album       | 10 décembre                                                                   |
| 2010  | "Bonamana"                | Bonamana                              | 7 mai (teaser) 12 mai                                                         |
| 2010  | "No Other"                | Bonamana (repackaged)                 | 7 juillet                                                                     |
| 2011  | "Bijin (Bonamana)" (美人) | 1st Japanese single                   | 8 juin                                                                        |
| 2011  | "Mr. Simple"              | Mr. Simple                            | 3 août                                                                        |
| 2011  | "Superman"                | Mr. Simple                            | 26 août                                                                       |
| 2011  | "A-Cha"                   | A-CHa (Mr Simple repackaged)          | 26 septembre                                                                  |
| 2011  | "Mr. Simple"              | 2nd Japanese single                   | 13 novembre                                                                   |
| 2011  | "Santa U Are The One"     | 2011 Winter SMTown – The Warmest Gift | 13 décembre                                                                   |
| 2012  | "Opera"                   | 3rd Japanese single                   | 9 mai                                                                         |
| 2012  | "Sexy, Free & Single"     | Sexy, Free & Single                   | 29 juin (teaser) 3 juillet                                                    |
| 2012  | "Spy"                     | Spy (Sexy, Free & Single repackaged)  | 3 août (teaser), 13 août                                                      |
| 2012  | "Sexy, Free & Single"     | 4th Japanese single                   | 22 août                                                                       |
| 2013  | "Hero"                    | Hero                                  | 24 juillet                                                                    |
| 2013  | "Blue World"              | 5th Japanese single                   | 11 décembre                                                                   |
| 2014  | "Mamacita"                | Mamacita                              | 24 août (teaser 1) 26 août (teaser 2) 28 août                                 |
| 2014  | "This Is Love"            | This Is Love (Mamacita repackaged)    | 20 octobre (teaser) 22 octobre                                                |
| 2014  | "Evanesce"                | This Is Love (Mamacita repackaged)    | 20 octobre (teaser) 27 octobre                                                |
| 2014  | "Mamacita (Ayaya)"        | 6th Japanese single                   | 17 décembre                                                                   |
| 2015  | "Devil"                   | Devil                                 | 7 juillet (teaser 1) 10 juillet (teaser 2) 16 juillet                         |
| 2015  | "Magic"                   | Magic (Devil repackage)               | 13 septembre (teaser) 16 septembre                                            |
| 2017  | "One More Chance"         | Play                                  | 30 octobre (teaser) 31 octobre                                                |
| 2017  | "Black Suit"              | Play                                  | 31 octobre (teaser 1) 1er novembre (teaser 2)2 novembre (teaser 3) 6 novembre |